# Charles Kemper
Charles Kemper (6 de septiembre de 1900-12 de mayo de 1950) fue un actor estadounidense. 

## Biografía
Nacido en Hennessey, Oklahoma (Estados Unidos), Charles Kemper empezó su carrera de actor trabajando en espectáculos de vodevil y minstrel. A partir de 1929 actuó en cortometrajes cómicos, a menudo producidos por Educational Pictures. En la década de 1930 también formó parte del reparto de dos musicales representados en el circuito de Broadway, New Faces of 1936 y You Never Know.
El primer largometraje de Charles Kemper fue el western The Southerner, dirigido por Jean Renoir. En los siguientes años, y hasta su muerte, actuó en 24 películas interpretando a personajes de reparto, tanto bondadosos como malvados. En la cinta de Clarence Brown Intruder in the Dust (1949), adaptación de una novela de William Faulkner, encarnó a un sureño racista, y en la película de John Ford Wagon Master (1950), fue el Tío Shiloh Clegg, líder de una banda criminal. En su última película, On Dangerous Ground, estrenada un año después de su muerte y dirigida por Nicholas Ray, interpretó a un policía colega del personaje de Robert Ryan.
Charles Kemper falleció en 1950, a los 49 años de edad, a causa de un accidente de tráfico ocurrido en Burbank, California. Fue enterrado en el Cementerio de Holy Cross, en Culver City.

## Filmografía (selección)
- 1937 : Taking the Count, de Lloyd French (cortometraje)
- 1938 : Getting an Eyeful, de William Watson (cortometraje)
- 1945 : The Southerner, de Jean Renoir
- 1945 : Scarlet Street, de Fritz Lang
- 1945 : An Angel comes to Brooklyn, de Leslie Goodwins
- 1946 : Amor sublime, de Dudley Nichols
- 1946 : Gallant Journey, de William A. Wellman
- 1947 : The Shocking Miss Pilgrim, de George Seaton
- 1947 : King of the Wild Horses, de George Archainbaud
- 1947 : Gunfighters, de George Waggner
- 1947 : That Hagen Girl, de Peter Godfrey
- 1948 : Yellow Sky, de William A. Wellman
- 1948 : Fury at Furnace Creek, de H. Bruce Humberstone
- 1948 : Fighting Father Dunne, de Ted Tetzlaff
- 1948 : Belle Starr's Daughter, de Lesley Selander
- 1949 : The Doolins of Oklahoma, de Gordon Douglas
- 1949 : Intruder in the Dust, de Clarence Brown
- 1949 : Adventure in Baltimore, de Richard Wallace
- 1950 : Stars in My Crown, de Jacques Tourneur
- 1950 : A Ticket to Tomahawk, de Richard Sale
- 1950 : The Nevadan, de Gordon Douglas
- 1950 : Mr. Music, de Richard Haydn
- 1950 : Where Danger Lives, de John Farrow
- 1950 : Wagon Master, de John Ford
- 1950 : California Passage, de Joseph Kane
- 1951 : La casa en la sombra, de Nicholas Ray

## Teatro (Broadway)
- 1936 : New Faces of 1936, revista, música de Alexander Fogarty, Irvin Graham y Joseph Meyer, con Van Johnson
- 1938 : You never know, comedia musical, música y letras de Cole Porter, libreto de Rowland Leigh, con Lupe Vélez y Clifton Webb